# António Borges da Câmara de Medeiros
António Borges da Câmara de Medeiros (Fajã de Baixo, 14 de Junho de 1812 — Ponta Delgada, 18 de Março de 1879) foi um grande proprietário, negociante e político açoriano. Interessado pelo progresso da agricultura e amador da botânica, dedicou grande parte da sua vida aos problemas da aclimatação nos Açores de plantas exóticas, sendo por sua iniciativa iniciada a plantação do parque botânico de Ponta Delgada, actual Jardim António Borges.

## Biografia
Nasceu no Solar do Calço da Furna, na freguesia da Fajã de Baixo. Exerceu o cargo de governador civil do Distrito de Ponta Delgada.
O Jardim António Borges, hoje a mais importante zona verde da cidade de Ponta Delgada, foi adquirido pela Câmara Municipal em 1957 e oficialmente inaugurado como parque público a 11 de Setembro daquele ano. Em 1958 foi colocado naquele parte um busto de António Borges, da autoria do escultor Numídico Bessone. Por deliberação camarária de 18 de Novembro de 1960 foi dado o nome de António Borges à actual Rua de António Borges, na sequência da atribuição, a 17 de Outubro de 1929, do topónimo Beco do Jardim António Borges ao antigo Beco da Lombinha dos Cães.